# Poligrafika
Poligrafika – dyscyplina naukowa obejmująca całokształt zagadnień dotyczących przemysłowych odmian druku, począwszy od metod przygotowania do druku, poprzez procesy druku, a skończywszy na procesach introligatorskich. Zajmuje się także zagadnieniami pokrewnymi, jak np. ekonomika produkcji przemysłowej w branży poligraficznej. Poligrafika nie zajmuje się artystycznymi odmianami druku.